# Fumaria muralis
Fumaria muralis là một loài thực vật có hoa trong họ Anh túc. Loài này được Sond. ex W.D.J.Koch mô tả khoa học đầu tiên năm 1845.

## Hình ảnh

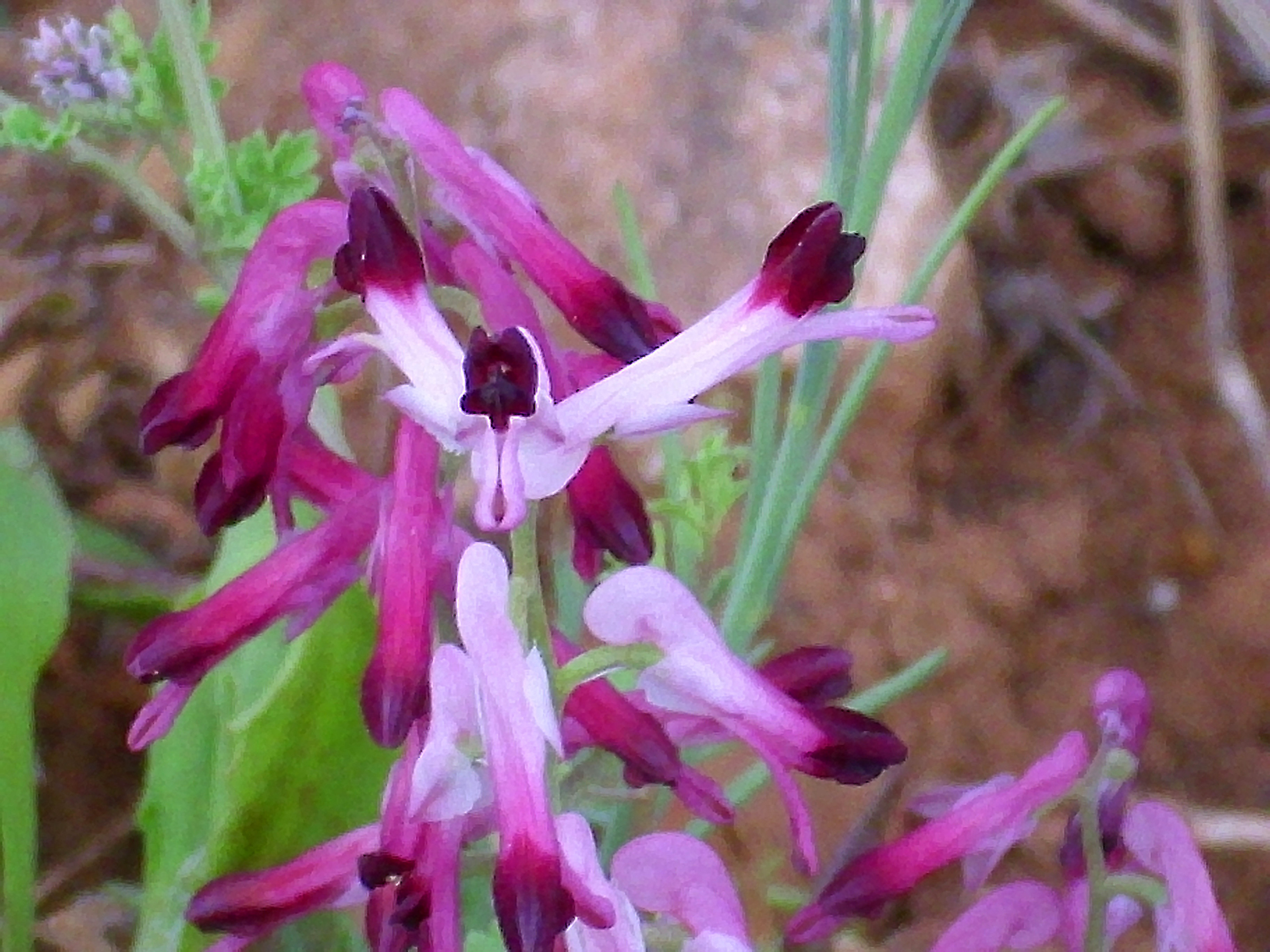
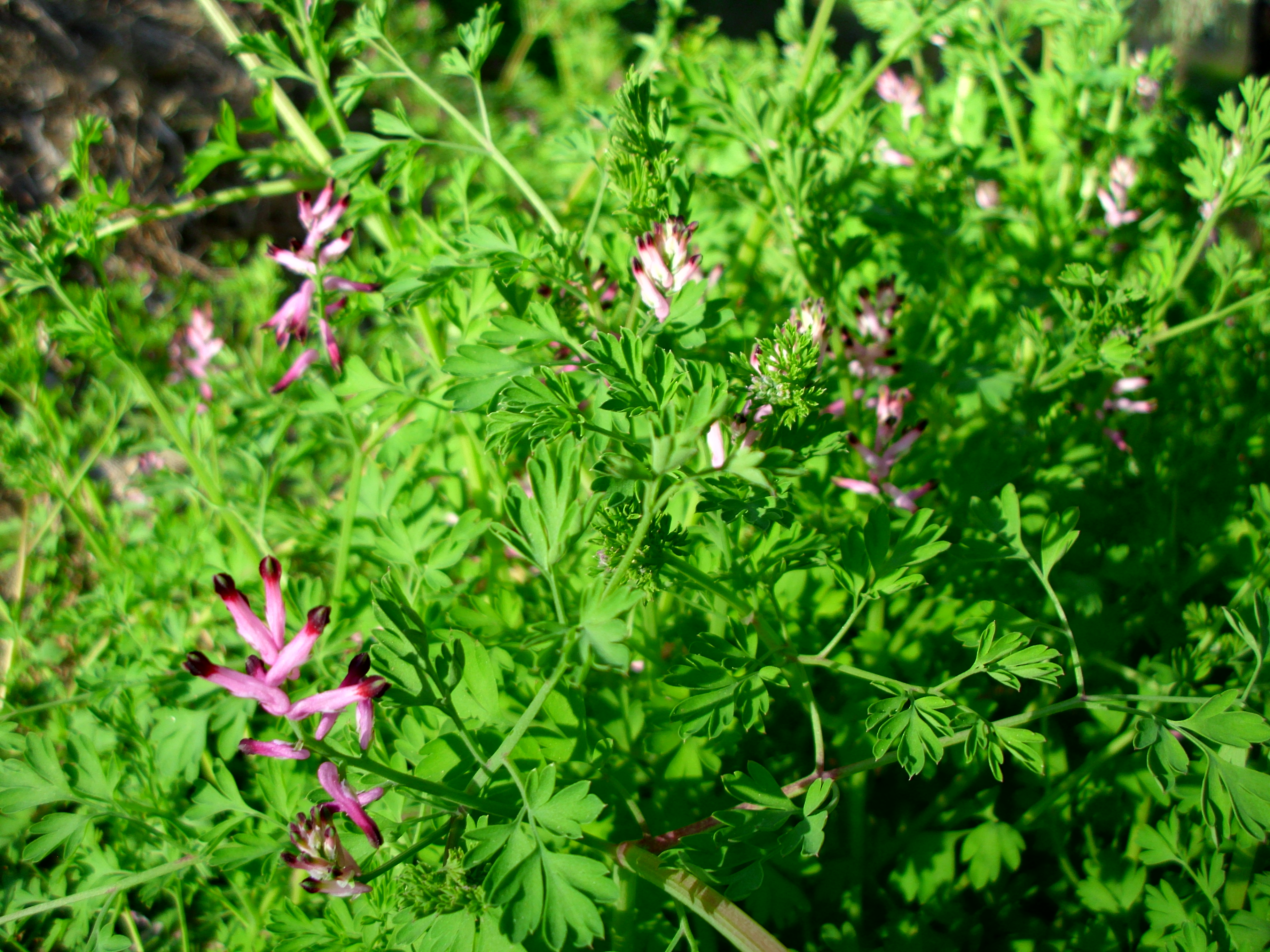
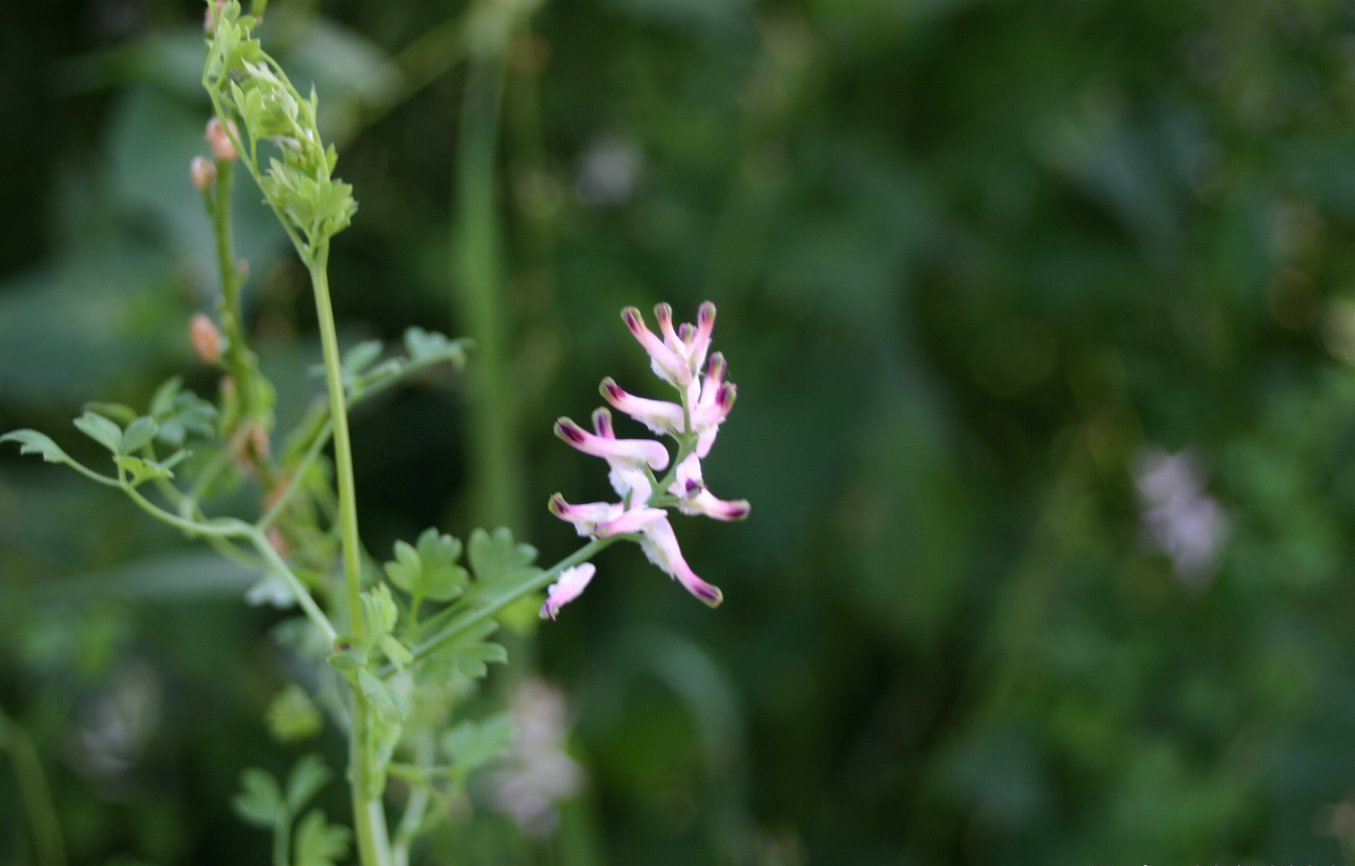
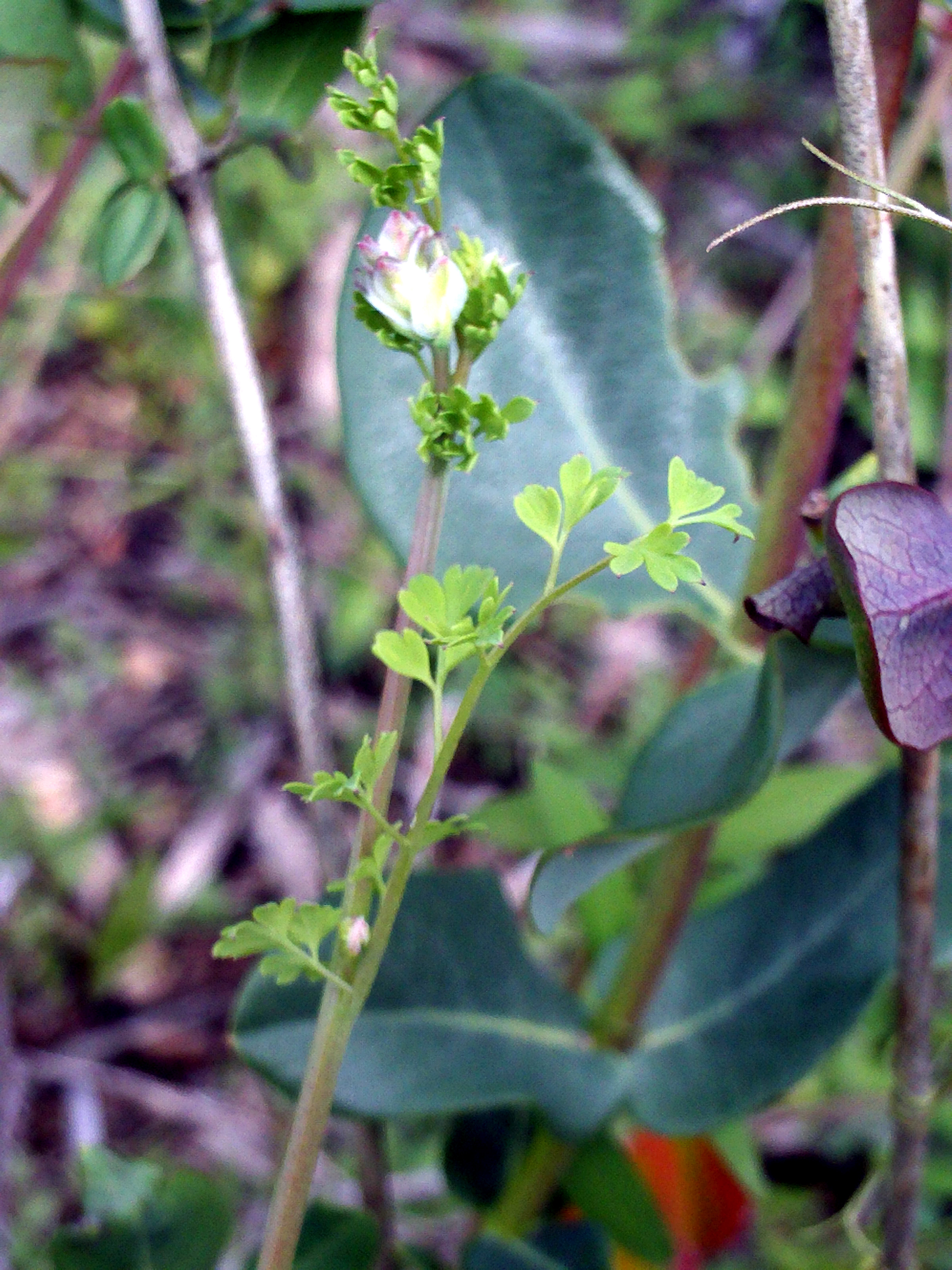